# Remise Zichtenburg
De Remise Zichtenburg is een tramremise van de HTM in de Haagse wijken Bouwlust en Houtwijk. De remise werd in 1983 ingebruik genomen en verving de remise Frans Halsstraat maar bood meer ruimte onder meer aan de toen nieuwe tramlijn 2.
Er kwamen aan de achterkant van de remise speciale remisesporen naar het eindpunt in Kraayenstein. In 2016 werd de remise uitgebreid zowel overdekt als in de openlucht om meer ruimte te bieden voor het stallen van de Avenio trams.
De RegioCitadis trams van de RandstadRail 3 en 4 en tram 19 worden vanuit deze remise gereden. Een deel van het materieel van deze lijnen staat echter opgesteld bij de werkplaats Leidschendam van de NS. Ook de Avenio trams van de tramlijnen 2, 9, 11, 15 en 17 worden vanuit deze remise gereden. De remise is als vervanger van de Lijsterbesstraat ook de Centrale Werkplaats van de HTM.